# 行車記錄器

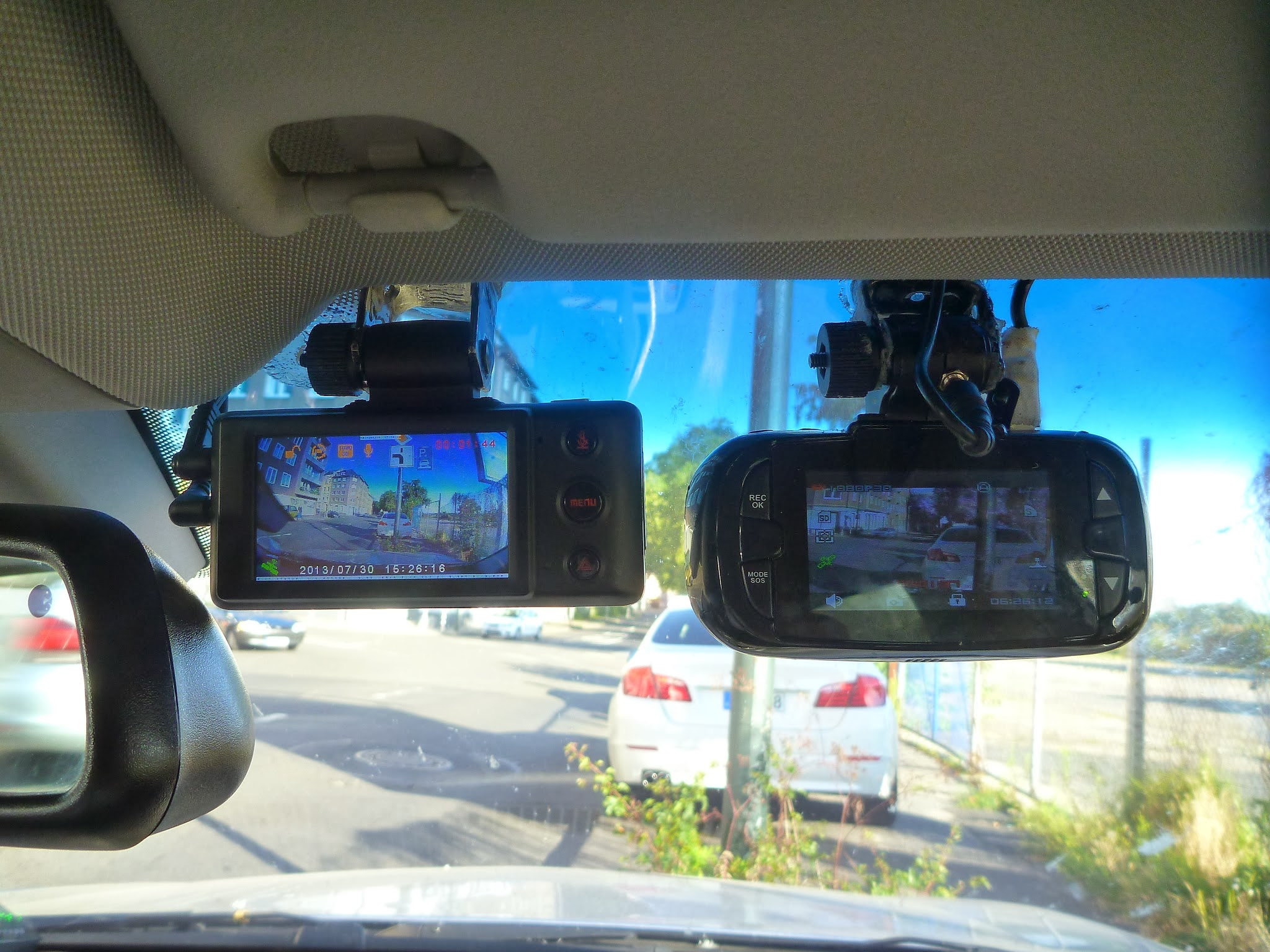
一輛裝有兩台行車記錄器的轎車。

行车记录仪（英語：dashcam），又称车载摄像头或车载DVR，是一种安装在车辆内部的摄像设备，能够持续记录行车过程中前方视野的情况，有些设备还可以记录车后方或其他车窗的景象。部分型号配备360度全景摄像头，通常为球形设计，并支持4G网络自动上传图片和视频。
行车记录仪的主要功能是在发生交通事故时记录现场情况，便于事后分析和责任认定。此外，它还可用于辅助驾驶安全，一些机型在记录视频的同时，还能录制音频、记录加速度和基于GPS的位置信息。在商业用车上，有些型号甚至可以记录刹车踏板信号，以便更详细地监控驾驶行为。前置摄像头的视角通常为130度、170度或更广，可以通过吸盘或胶带固定在前挡风玻璃内侧，或安装在后视镜上（夹式）或仪表盘顶部。后置摄像头则一般安装在后窗或车牌位置，通过RCA视频输出连接到显示器或车载屏幕。
分辨率直接影响视频的画质表现。高清1080p（1920×1080）是目前行车记录仪的标准配置。前置摄像头的分辨率可能达到1080p、1296p（较常见于中国市场）、1440p甚至更高，而后置摄像头则一般为720p，通常配备f/1.8光圈和夜视功能，确保在低光环境下依然能够清晰记录。
与行车记录仪类似的装置还有事故資料記錄器（EDR）。EDR主要记录车辆在行驶中的加速度、减速度、车速、转向角度、油门和刹车踏板的操作数据，通常由汽车制造商预装。这类设备更偏重于车辆操作数据的采集，可用于事后分析和责任认定。数字化的行车记录仪则兼具视频和数据记录功能，常用于车队管理，有助于事故分析。

## 问题和挑战

### 技术问题
与LED信号灯的同步问题
在记录视频时，由于帧率的不同，可能会与使用交流电源的LED交通信号灯发生同步问题，导致信号灯的闪烁无法被摄像机准确记录。 如果出现这种情况，视频中可能会显示交通信号灯的所有颜色（红、黄、绿）都未点亮，仿佛信号灯是熄灭状态。
在日本，一般的摄像机帧率为每秒30帧（30fps），而在使用60Hz电源频率的地区，LED信号灯同步问题较为常见。另外，使用PAL或SECAM等非NTSC广播标准的国家或地区，通常采用每秒25帧（25fps）的帧率，如果行车记录仪的生产国与当地的电源频率不匹配，可能也会发生此类问题。通过选择适合当地电源频率的帧率设置，可以避免信号灯在视频中消失的问题。
视角限制
行车记录仪一般安装在车辆前方，因此无法记录车辆后方或视角外的事故情况，比如追尾事故。为了解决这一问题，部分记录仪增加了后视摄像头，或者设计成能够记录车周围360度影像的全景机型。

### 证据能力
由于数字设备的录制内容可以被篡改，且篡改痕迹难以察觉， 早期在法律上，行车记录仪视频作为证据的有效性曾受到质疑。 为解决这一问题，一些设备引入了防篡改功能。 随着行车记录仪的视频质量提升，并能够记录详细的GPS时间、经纬度信息、车速等数据，伪造视频的技术要求变得更高，因此逐渐被视为有力的证据，能够有效帮助法律诉讼或和解程序。
根据富士通天于2016年进行的一项网络调查，在200名经历过事故的车主中，70.2%的人认为行车记录仪在事故后的处理过程中发挥了积极作用，而29.8%的人表示记录仪由于视角限制等原因未能提供有效帮助。
不过，行车记录仪制造商JAF Mate公司表示，尽管其产品能够记录事故影像，但不保证该影像在法院中具有法律效力。

### 法律问题
行车记录仪的安装位置可能会影响驾驶员的视线，导致车辆未能通过年检。在日本，根据2006年8月25日第37次修订的《汽车检测审查事务规定》，如果行车记录仪安装在后视镜后方，或挡风玻璃上缘以下20%的范围内，则不会影响年检通过。

## 由行车记录器记录的事件
- 新店救護車阻擋事件
- 復興航空235號班機空難[8]
- 2013年車里雅賓斯克小行星撞擊事件
- 2018年重庆万州公交车坠江事故

## 外部連結
- In Spite of State Law, Maryland Law Enforcement Officials Still Arresting, Charging People for Recording Cops. （页面存档备份，存于）
- UK Courts Reporting 1st Ever Prison Sentence Based on Dash Cam Evidence - 2015 （页面存档备份，存于）